# Perzijski zaliv
Perzijski zaliv je zaliv Arabskega morja oziroma Indijskega oceana med Iranom, Irakom, Saudovo Arabijo in Kuvajtom v Zahodni Aziji. Na vzhodu ga Hormuška ožina povezuje z Omanskim zalivom, na zahodu pa ga zapira delta Šat el Araba, reke, ki nastane z zlitjem Tigrisa in Evfrata v Iraku. Voda v zalivu je topla in slana, vanj pa prihaja veliko sladke vode in usedlin iz Šat el Araba. Vzhodna obala je gorata, medtem ko je zahodna nizka s številnimi otoki, lagunami in bibavičnimi ravnicami. 
Zaliv je najbolj znan po velikih nahajališčih nafte in zemeljskega plina pod njegovo obalo in tankim dnom. Na tem območju sta približno dve tretjini svetovnih zalog nafte in tretjina ugotovljenih zalog zemeljskega plina. Poleg nafte je v 239.000 km² velikem Perzijskem zalivu ribištvo najpomembnejša gospodarska panoga. Glavna pristanišča so Abadan, Abas, Bušire, Bender in Kuvajt.
Ker ga Arabci imenujejo Arabski zaliv in so zaradi tega nastajali spori, se v ostalem svetu uporablja dvojnica Perzijski/Arabski zaliv ali pogosto kar Zaliv.